# Bergsviken
Bergsviken ist ein Ort (tätort) im Südosten der schwedischen Provinz Norrbottens län und liegt in der Gemeinde Piteå.
Die Europastraße 4 führt an Bergsviken vorbei über eine Brücke über den Piteälven nach Piteå. Von der E 4 zweigt in Bergsviken der Länsväg 373 in Richtung Arvidsjaur ab.
In Bergsviken wurde 1858 das erste Dampfsägewerk Norrbottens eröffnet, was einen wichtigen wirtschaftlichen Impuls für das Gebiet um Piteå und für die Entwicklung der Industrie Norrbottens im 19. Jahrhundert insgesamt darstellte.